# Emma Thomas
Dame Emma Thomas, Lady Nolan, DBE (ur. 9 grudnia 1971 w Londynie) – brytyjska producentka filmowa. Absolwentka University College London.
Laureatka Oscara za najlepszy film, Złotego Globu dla najlepszego filmu dramatycznego i nagrody BAFTA za produkcję dreszczowca biograficznego Christophera Nolana Oppenheimer (2023).

## Filmografia
- 1997: Doodlebug
- 1998: Śledząc (Following)
- 2000: Memento (producent współpracujący)
- 2002: Bezsenność (Insomnia, koproducent)
- 2005: Batman: Początek (Batman Begins)
- 2006: Prestiż (The Prestige)
- 2008: Mroczny Rycerz (The Dark Knight)
- 2010: Incepcja (Inception)
- 2012: Mroczny rycerz powstaje (Batman Begins, producent)
- 2013: Człowiek ze stali (Man of Steel, producent)
- 2014: Interstellar
- 2016: Batman v Superman: Świt sprawiedliwości (producent wykonawczy)
- 2017: Dunkierka (Dunkirk)
- 2017: Liga Sprawiedliwości (Justice League, producent wykonawczy)
- 2020: Tenet
- 2021: Liga Sprawiedliwości Zacka Snydera (producent wykonawczy)
- 2023: Oppenheimer

## Odznaczenia
- Dame Commander Orderu Imperium Brytyjskiego – 2024[2][3][4]